# Волошин, Николай Федотович
Никола́й Федо́тович Воло́шин (5 декабря 1909, хутор Скрынников, Курская губерния — 15 февраля 2000, Новый Оскол, Белгородская область) — наводчик орудия; телефонист; старший телефонист артиллерийского дивизиона 17-й гвардейской механизированной бригады 6-го гвардейского механизированного корпуса 4-й гвардейской танковой армии 1-го Белорусского фронта, гвардии красноармеец. Полный кавалер ордена Славы.

## Биография
Родился 5 декабря 1909 года на хуторе Скрынников (ныне в составе Боровогриневского сельского поселения, Новооскольский район, Белгородская область) в крестьянской семье. Окончил 2 класса, работал в колхозе.
В Красной Армии и на фронтах Великой Отечественной войны с 1941 года.
Наводчик орудия артиллерийского дивизиона гвардии красноармеец Николай Волошин в апреле 1944 года в районе села Юзефувка Станиславской, Ивано-Франковской, области Украины в критический момент боя прямой наводкой уничтожил три танка, пять бронетранспортёров и свыше двадцати солдат и офицеров противника. За мужество и отвагу, проявленные в боях, 19 мая 1944 года гвардии красноармеец Волошин Николай Федотович награждён орденом Славы 3-й степени.
Телефонист артиллерийского дивизиона гвардии красноармеец Николай Волошин 23 января 1945 года в бою за город Острув-Велькопольски заменил раненого наводчика орудия и уничтожил огневую точку, две повозки, более десяти вражеских солдат. 25-26 января 1945 года связист-гвардеец Волошин одним из первых переправился через реку Одер в районе города Кёбен. Обеспечил командира дивизиона в бою надёжной связью, устранив под огнём противника шесть повреждений на линии связи. За мужество и отвагу, проявленные в боях, 13 марта 1945 года гвардии красноармеец Волошин Николай Федотович награждён орденом Славы 2-й степени.
Старший телефонист артиллерийского дивизиона гвардии красноармеец Николай Волошин в боях 19-22 марта 1945 года в районе города Штефансдорф пятнадцать раз под огнём неприятеля восстанавливал связь между наблюдательным пунктом и огневыми позициями батареи, чем способствовал успеху в отражении контратак вражеской пехоты.
Указом Президиума Верховного Совета СССР от 27 июня 1945 года за образцовое выполнение заданий командования в боях с немецко-вражескими захватчиками гвардии красноармеец Волошин Николай Федотович награждён орденом Славы 1-й степени, став полным кавалером ордена Славы.
После войны Н. Ф. Волошин работал на родине в колхозе. Уйдя на заслуженный отдых, жил в городе Новый Оскол Белгородской области. Скончался 15 февраля 2000 года.

## Награды
Награждён орденами Отечественной войны 1-й степени, Славы 1-й, 2-й и 3-й степени, медалями.